# Valley of the Sun
Valley of the Sun é um filme de faroeste estadunidense dirigido por George Marshall e estrelado por Lucille Ball e James Craig. Foi lançado pela RKO Radio Pictures em 6 de fevereiro de 1942.

## Elenco
- Lucille Ball ...Christine Larson
- James Craig ...Jonathan Ware
- Cedric Hardwicke ...Lord Warrick
- Dean Jagger ...Jim Sawyer
- Peter Whitney ...Willie
- Billy Gilbert ...juiz Homer Burnaby
- Tom Tyler ...Geronimo
- Antonio Moreno ...Chefe Cochise
- George Cleveland ...Bill Yard
- Hank Bell ...Hank

## Produção
O filme foi teve cenas gravadas no Arizona e em Santa Fe e Taos, Novo México.